# 槲寄生
槲寄生（學名为Viscum album），已知共有六种亞種。原生于西亚、南亚和欧洲北部。它是一种半寄生植物，在欧洲神话、传说与习俗中有重大意义。在现代西方，仍將槲寄生作為圣诞节的装饰物与象征物使用。

## 描述

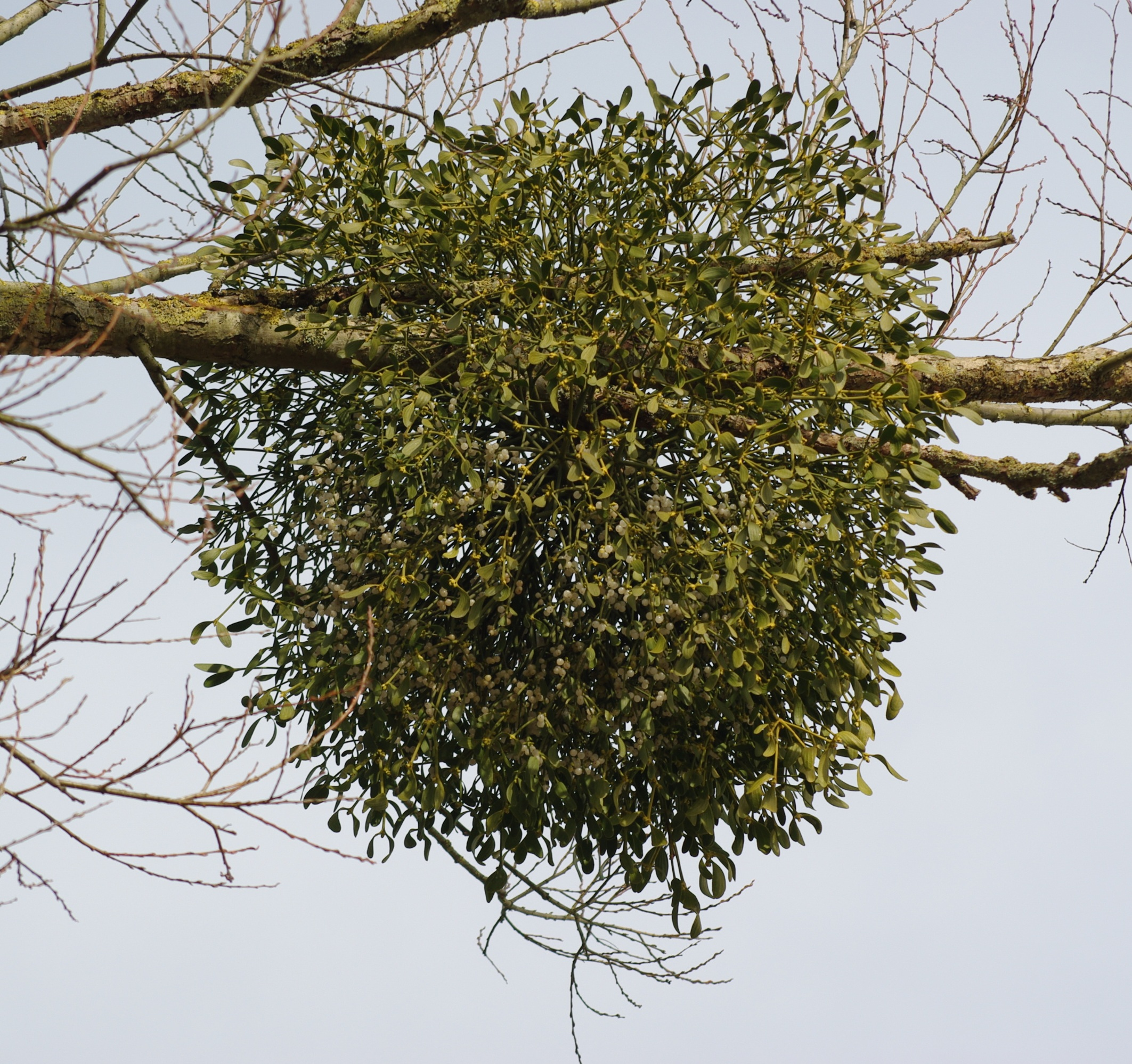
槲寄生的整体树形

附生植物，行半寄生生活，不同变种所宿植物种类不同。常绿小灌木，树形在生长初期呈扇状，之后呈球状，直径可达150cm。多年生，寿命大约为27~30年。典型生活史约4~5年。

叶对生，单叶，全缘，形状可为长椭圆形、倒卵形以至披针形，叶尖呈圆形或钝尖形，基部渐狭，基出叶脉显著，3~5条，叶柄短。黄绿色，约2~8cm长，0.8~2.5cm宽，叶的尺寸在植株个体间差异较大，与所寄生的树种亦有关系。叶的宿存时间自17个月到3年不等。

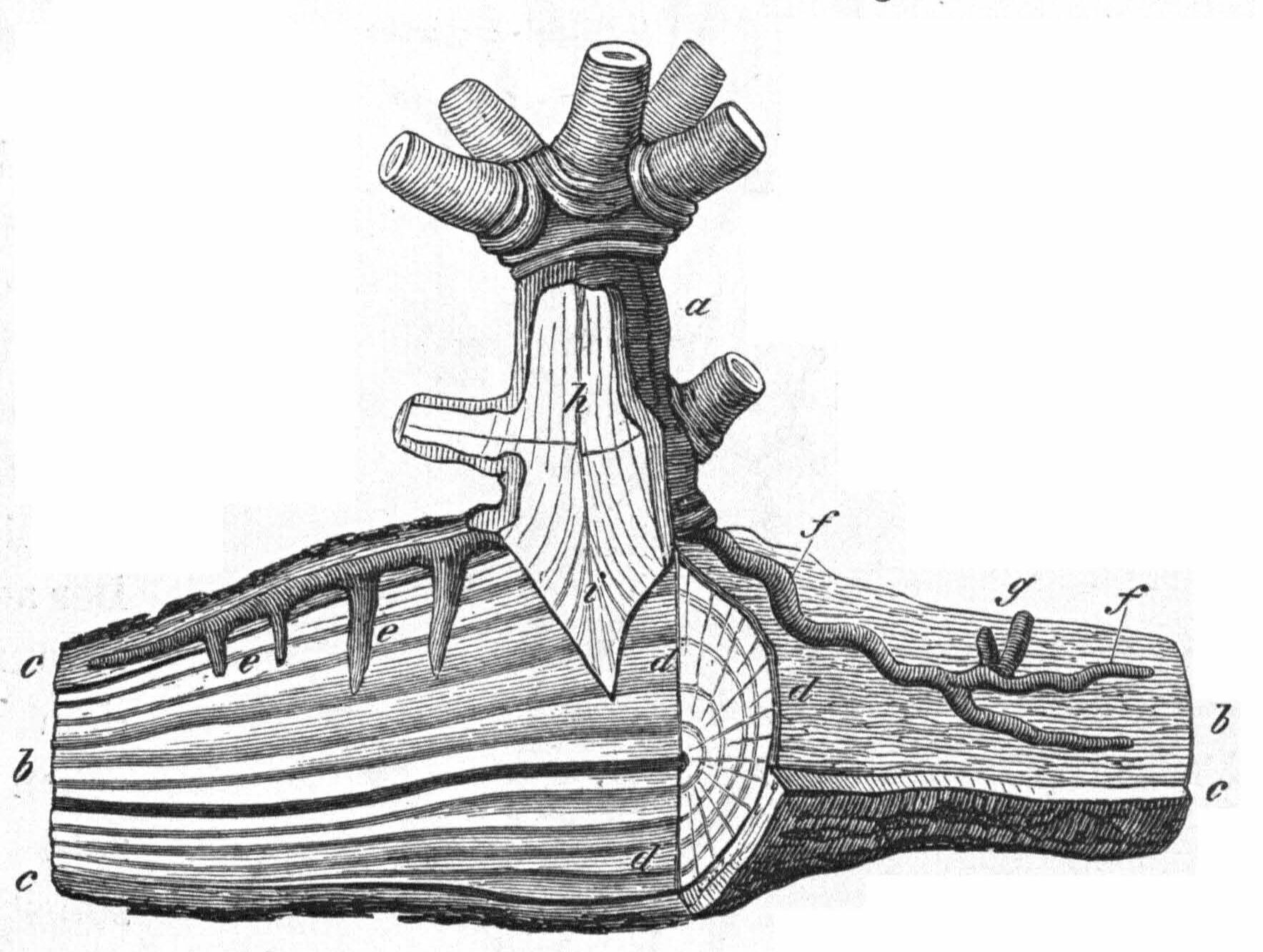
寄生根的结构

茎、枝条均呈圆柱形，柔韧，因含有叶绿素且缺乏木栓层，整体呈绿色，可行光合作用，叉状分枝，通常为二歧或三歧，罕见有多歧情形。有明显膨大的节，茎易于此处断折，节间长度为1~9cm，每年仅长出一个茎节，且发芽后4~5年只产生新的中节而不分枝。但这段时期中节间距离会急速上升，之后新节间的距离会变小。
根为寄生根，其内部寄生（Endophytic）系统可分为两部分。一部分为吸器（haustoria），沿被寄生植物枝条的径向生长，进入木质部并由其所包围，借以吸收宿主木质部内的液体，以获取水分及矿物质；另一部分则为韧皮束（cortical strand），在宿主茎条的薄壁组织或韧皮部内横向生长，以使植株整体横向扩张。韧皮束通常亦含有叶绿素，典型长度为4~6cm，有独自的木质部与韧皮部，但与宿主组织之间没有已知的连接。根可由此形成次生吸器，并有产生不定枝而无性繁殖的可能。韧皮束的生长通常是以固定速率进行，但吸器生长速度与宿主的形成层生长有相关性。通常，宿主植物为抵抗寄生，经常有过度生长和木栓化的痕迹出现。

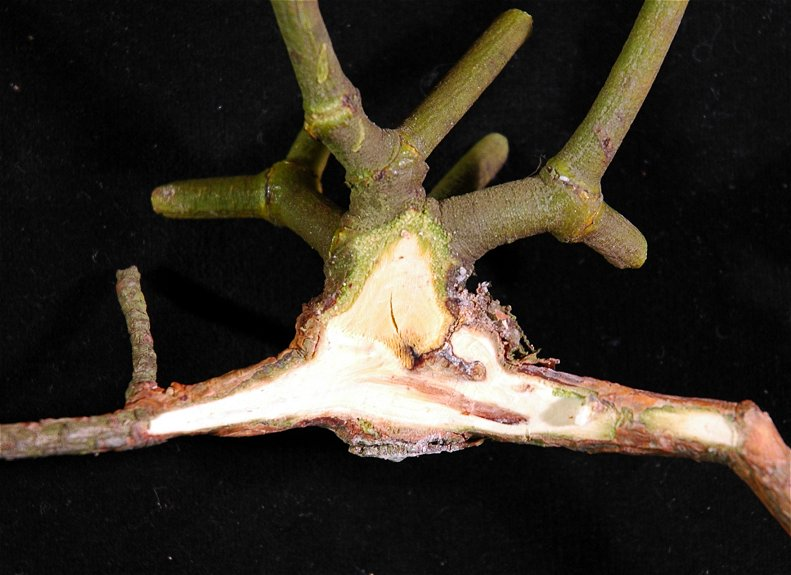
宿主植物的防御痕迹

槲寄生为雌雄异花植物，花序顶生或腋生于茎叉状分支处。在相同条件下，雌花一般比雄花早开放一些。花序一般为二歧的聚繖花序，由两枚时常融合的苞片包裹；花通常小而色淡，无柄，呈黄绿色。雌雄花皆产花蜜，雌花产蜜较雄花多。
雄花通常较大，萼片两轮四枚，外轮两枚通常为斜方形，内轮两枚则为楔形。每枚萼片含6~20个合生药窝，花药椭圆形，大小0.3~0.5mm。雌花也含四枚萼片，子房下位，由两枚心皮形成。花柱短或无，柱头乳头状，直接自子房顶端形成。无胚珠。除花以外，形态上无法分辨槲寄生的雌株与雄株。
果实为球形浆果，半透明，白色或黃色，通常直径6~10mm，典型情况是着生在前一年形成的枝条分叉处，偶见于更早的分叉处。中果皮内含有槲寄生素（viscin），为一种黏性物质， 是纤维素与糖胺聚糖的复杂混合物。黏性层分为两层，外层为可消化的、纤维质的，内层为难以消化、胶质的。内果皮极薄并粘连在种子上。
种子严格而言是裸露的胚胎，并无种皮包覆。具有细胞型（cellular）的、含叶绿体的胚乳。因成熟胚胎没有胚柄，其在果实中的位置相对自由。通常而言，只有1~4个花粉囊母细胞最终会发育成熟，因此一个果实内的胚胎通常也是1~4个，而由于槲寄生通常单独生长，一株寄主身上的槲寄生最多也可达到4株。与自养植物不同，槲寄生的“种子”的下胚轴具有许多充满淀粉的色素體。

## 分类
槲寄生是卡尔·林奈最早命名并描述的物种之一。种小名albus是拉丁文形容词“白”，应是指其果实。而属名Viscum指的就是槲寄生本身，或由其制作出的捕鸟陷阱，其语源是原始印欧语*weis-“流动，熔化”，取“有害流体”的意涵。
槲寄生本来是所谓槲寄生科（Viscaceae）的一员，在被子植物APG分类法中不再承认此科的独立性而并入檀香科（Santalaceae）。
槲寄生的“亚种”这一类群的地位目前还没有定论，可能以“宿主群”（host race）来称呼会更合适，因这一物种的个体随宿主树种而变化一事在形态学上、生理学上与遗传学上都有证据。现时普遍接受六个亚种，它们的差别在于分布的地理位置、果实的颜色、叶的形态，以及寄主的树种。
- Viscum album subsp. abietis (Wiesb.) Abromeit. ——分布在中欧，果实为白色，叶片最长可达8cm；寄生于冷杉属（Abies）植物。
- Viscum album subsp. album. ——分布在欧洲、西南亚（东至尼泊尔），也是欧洲的主要亚种，果实为白色，叶片长度3~5cm；寄生于苹果属（Malus）、杨属（Populus）、椴属（Tilia）植物，偶尔也寄生在许多其它物种上。特别重要的是罕见地寄生在栎属（Quercus）植物的情形，曾经具有重要的文化意涵。
- Viscum album subsp. austriacum (Wiesb.) Vollmann. ——分布在中欧以及澳大利亚，果实为黄色，叶片长度2~4cm；寄生于落叶松属（Larix）、松属（Pinus）和云杉属（Picea）植物。
- Viscum album subsp. meridianum (Danser) D.G.Long. ——分布在东南亚，果实为黄色，叶片长度3~5cm；寄生于枫属（Acer）、鹅耳枥属（Carpinus）、胡桃属（Juglans）、李亚属（Prunus）、花楸属（Sorbus）植物。
- Viscum album subsp. creticum ——近来在克里特岛东部发现的新亚种[4]，果实为白色，叶片短小；寄生于土耳其松（Pinus brutia）。
- Viscum album subsp. coloratum Kom.——日本分布的主要亚种[20]。果实为淡黄色，宿主植物种类多样。偶然有果实为橙黄色者，会被称为アカミヤドリギ f. rubro-aurantiacum ，即“赤身宿り木”（红身槲寄生），但在《中国植物志》上被处理为独立种Viscum coloratum (Kom) Nakai。已证实日本分布的槲寄生与欧洲各亚种间属于同一个染色体系统，但却有最大的染色体染色体易位多样性[21]。

若要从形态学上区分欧洲的三个主要亚种album，abietis与austriacum，有一些更精确的判准。由于album主要寄生于硬木或针叶林，外层和内层之间会有长的粘液质纤维，而另外两种没有。对另外两个亚种而言，可以观察植株胚胎下胚轴的自由端，abietis的尖端由于受压，呈圆柱形且伴有肿胀的分生组织；但austriacum不会发生这种情况，从而其自由端较薄，没有增厚的分生组织。由于雄株不产果实，而叶的形态在一个范围间变化，实际上没有有效的形态学判准来区分雄株的种类。
经常与槲寄生相混淆的物种之一是Viscum cruciatum，与album同样被称为“欧洲槲寄生”，分布于西班牙、以色列与摩洛哥，通常寄生于落叶树上，有红色浆果，叶片十字对生。DNA定序的结果支持其与album分属不同种。另一种物种则是欧洲桑寄生（Lorenthus europaeus），但欧洲桑寄生是落叶树。

## 生活史
槲寄生从萌芽开始4~5年的期间为发育期，每年仅仅多产生一个中节和一对十字对生的营养叶。通常，在欧洲的槲寄生会在三月到五月间萌芽，从下胚轴产生附着根，而上胚轴仍然宿留于种子之中，并行短暂的非寄生生活。
当附着根成功固着在宿主枝条上时，便从附着根和韧皮束经过复杂发育形成内部寄生系统，开始营寄生生活。第二年，上胚轴开始生长，子叶死亡，第一对叶子与子叶成十字交叉状长出。初生吸器开始沿宿主枝条的，朝向宿主的形成层生长，以抵达宿主的次生木质部组织。第三年，第二对叶开始发育，与第一对叶十字交叉，此后至第五年，每年植株都只长出一个中节与一对十字交叉的叶子。第三年中，次生吸器发育完毕，初生吸器开始自宿主木质部吸收水分及矿物质，继而韧皮部与次生吸器开始扩大整个内部寄生系统。第五年时，枝条初次开始二歧生长，在其基部着生一对鳞叶，此后营养叶与鳞叶十字对生，因此表观上看即成为普通的对生叶。从这一年开始，植物成熟，每年开花与结实一次。
槲寄生的韧皮束连续生长、不依赖于宿主的生长状况。但吸器形成层的细胞分裂却与宿主的形成层分裂周期有相关性，都大约是从二月到五月分裂旺盛，然后减少分裂直到十月份，在冬季处于休眠状态，避免吸器组织与宿主组织发生分离。而成熟的槲寄生在每个节都产生一对鳞叶与一对一长一短二歧的枝条，并在枝条末端生出一对叶。
槲寄生极少行无性繁殖，并且其有性繁殖为严格的雌雄异株。欧洲每年三月到五月为其花期，在温暖气候下，花期可能提前至二月，但事实上整个花的发育在夏天即已完成。其花期与宿主的花期没有关联。在同等条件下，雌花开放会比雄花早一些。槲寄生的花具备虫媒花的特征，但可能也可以通过风力传粉，尽管其具有花粉鞘，花粉不能通过风力穿过这一阻碍。过往认为其可能通过蜜蜂等方式传粉，但后来发现主要的传粉者事实上是蝇类。授粉时间通常是在夏季，而浆果的成熟季节（果期）则是在十月到十二月之间。槲寄生是二倍体（2n=20），但与其他的雌雄异株生物不同，其不具备性染色体，而只有四对发生了永久异型接合易位（translocation heterozygousity）的染色体，其中雌株此四对染色体为同型，有絲分裂时形成十对正常的二价染色体；雄株此对染色体为异型，有丝分裂时形成锯齿状的八价染色体，减数分裂时则形成两种不同的染色体复合体，并产生两种配子，“正常”的与易位的，这说明其雌雄异株的特性是从雌雄同株状态演化而来的。虽然雄株产生的两种配子比例均等，但通常产生的子代雌株较多，这一现象与胚胎发育及宿主都有关联，但还需要进一步研究。
播种发生在次年的二月到五月之间，这一时期正好是候鸟回归北方的时期。而槲寄生果实的营养价值并不高，以此为食的鸟类需要大量取食，说明它并不是很有吸引力的食物，鸟类取食的最主要原因是其在冬天会出现。其主要的传播者确实是鸟类，例如槲鸫、田鸫、黃连雀与黑头鹭。前三者会直接消化整个果实而排出种子，而最后者会吸走所有在果实内的物质并将其留在附近的枝条上，只取皮食用。然而，也有一部分鳴禽、山雀与蜗牛能够消化种子并以此为食。

## 生态影响
查尔斯·达尔文在其名著《物种起源》中利用槲寄生来说明演化论中关于生存斗争的概念：“槲寄生依存于苹果树和少数其他的树，如果强说它在和这些树相斗争，也是可以的，因为如果一株树上生有此等寄生物过多，那株树就会衰弱而死去。”槲寄生对宿主的负面影响有多种形式，包括影响植物的生长、降低宿主活力、造成夭折、影响木材质量和重量、减少结实、使植株更容易被其他的昆虫或真菌攻击，而其对许多森林树种、路树与栽种作物有害一事已长久为人所知。宿主对其的防御机制则包括皮层的加厚、多酚的分泌、纤维第一层的加厚与厚壁细胞的加厚。
而除人类外，槲寄生本身没有什么天敌；可能是因为其具有毒性蛋白槲寄生毒素（viscotoxin）并具有相对有效的防御系统。人类活动对槲寄生种群动态有很大的影响。在果园栽种苹果树、在公园或人行道栽种合适的树种，都造成其数量增加；而收集作为圣诞节装饰物，或作为果园寄生物种加以控制，则是其减少的主要原因。
然而研究显示，槲寄生或为其所在生态系中的关键物种，其造成的影响包括为鸟类提供栖息地（甚至是仅有的栖息地），花蜜作为某些昆虫唯一的取食来源，吸引小型动物聚集，诱导宿主果实一起被食用而间接促进其播种等。

## 毒性
槲寄生植株内引起人注意的有毒物质主要有两类，也是其主要的生物活性成分。
第一类为凝集素蛋白，其中的槲寄生凝集素具有高毒性，是一种細胞毒性蛋白（核糖体失活蛋白，ribosome inactivating protein, RIP），与细胞表面醣蛋白的半乳糖残基结合，并可能由內吞作用进入细胞内，使得核糖体的大亚基失活，强烈抑制细胞的蛋白质合成。这一蛋白的结构类似于其他的核糖体失活蛋白，最接近于蓖麻毒蛋白及鸡母珠毒素。
第二类则是前述的槲寄生毒素。这一类化合物被考量是否能作用于心脏并作为降血压药物使用；且发现其与眼镜蛇体内的心脏毒素紧密相关。
在实验中，槲寄生的生物成分对植物和动物肿瘤有效果，因而被考量是否能用作抗肿瘤药物。但尚没有充足证据证明其对人也同样有效。

## 文化
在欧洲以及北美，槲寄生拥有丰富的文化意涵。在基督教兴起以前的欧洲，槲寄生普遍被看成神圣男性元素（浪漫、繁殖力和活力）的表征；而共濟會兴起并整合民俗之后，槲寄生成为了圣诞节的装饰物与象征物。在北美，欧洲槲寄生是较难以寻得的，因此北美人多选择使用看上去相似的物种北美槲寄生（Phoradendron serotinum）来进行庆祝。"在槲寄生下吻我"成為歐美流傳已久的習俗。

### 古希腊及罗马
古希腊人很早就知道槲寄生的一些自然特征。例如，逍遙學派的代表人泰奧弗拉斯托斯就对槲寄生有过一番考察。在其著作《论植物之生成》（On the Causes of Plants ，Περὶ φυτῶν αἰτιῶν）中，泰奥弗拉斯托斯注意到了槲寄生不在地上生长而只在某些宿主树种上生长的特征，并已经知道鸟类会食用其浆果，据此推断是鸟类负责为其播种。
在古罗马诗人维吉尔的长篇史诗《埃涅阿斯纪》（Aeneid）卷六中，槲寄生具有重要的作用。
特洛伊英雄，罗马人的先祖埃涅阿斯在建立罗马城后，请求阿波罗的女先知德芙比（Deiphone）带领其进入冥界，以再与其父亲见一面。女先知告诉它必须采摘金枝，并将其献给冥后普洛塞庇娜（Proserpina）才能够深入冥界；在其母亲，爱神阿佛洛狄忒派遣的两只鸽子的帮助下，埃涅阿斯才得以取得金枝。而这所谓的金枝其实就是槲寄生的枝条。

### 凯尔特
根据古罗马博物学家老普林尼的著作《博物志》（Naturalis Historia），凯尔特人认为，树上的槲寄生是上天所赐，表明这棵树被神所选中，因而一旦发现，就举行极为隆重的仪式，并用金镰刀来采摘它。并且相信槲寄生制作成的饮液可以使不孕的牲畜生育，而植物本身亦可以作为一种万灵药（omnia sanans，all healing）。而由于凯尔特人的橡树信仰，长在橡树上的槲寄生被看做其中最灵验者。德国植物历史学家玛丽安娜·波伊谢特在其著作《植物的象征》中，对这种习俗进行了一番说明：
包裹着槲寄生种子的黏液被德鲁伊（巫师）们视同神的精液，他们以为是神亲自把它降生在树枝之间，使它生长出可以解救人畜所有为难的植物。毫无疑问，他们之所以存有这样的希望，是由于槲寄生截然不同于其他植物的生活习性。
这些习性包括根不着地，或者说整棵树在生命的全程都与地面不接触；长期潜伏于宿主的枝叶之间，只在秋冬季节才出现，常绿且结子，象征了永恒的光明与对幸福和丰饶的希望；而其所寄生的树种是有选择的，多半为阔叶树，极少寄生于橡树，因而出现于橡树正如同神的安排。这种解释或可用来说明不同文化中槲寄生共同象征意义的来源。

### 斯堪的纳维亚（北欧）
根据13世纪冰岛诗人史洛里·斯图拉松的史诗《散文埃达》（Snorra Edda），众神之后弗丽嘉（Frigg）的儿子光明神巴德尔（Baldr）做了自己将亡故的噩梦，弗丽嘉因而在一次集会中请求诸神见证大千万物不伤害其子。然而弗丽嘉独独没有请求瓦尔哈拉旁橡树上的槲寄生树苗发誓，因为它看起来太柔弱而不至于伤害其子。而生性善妒、诡计多端的神洛基便利用这点，欺骗巴德尔的哥哥，眼盲的霍德尔（Höðr），使之向巴德尔投出槲寄生的枝条，杀死了巴德尔，世界因之失去光明。此事也就是后来诸神的黃昏发生的间接原因。
在12世纪丹麦诗人萨克索·格拉玛提库斯（Saxo Grammaticus）所著历史著作《丹麦人的事迹》（Gesta Danorum）中，故事版本又有所不同。在这个故事中，霍德尔是瑞典的王子，由挪威国王抚养长大，挪威公主南娜为其未婚妻。而巴尔德也看中了南娜，打算杀害霍德尔。这一计谋由森林处女（相当于女武神）得知，因而警告了霍德尔。霍德尔在森林处女的帮助下得到一把名为米斯特汀（即古诺尔斯語的“槲寄生”）的剑。而同名的剑在北欧神话中亦频繁出现。
在广为流传的一些故事版本中，弗利嘉为儿子哭泣而产生的泪水成为了槲寄生的白色浆果。另一些版本中，为了纪念巴德尔之死，经过槲寄生树下的人都要互相接吻。还有一些版本中，巴德尔得以复活，高兴的弗利嘉决定在槲寄生树下向每一个人交换一个吻。要之，或许是为了抵消槲寄生与 阴暗和谋杀相关的意象，槲寄在后世被被赋予了爱、和平、宽恕的意义。

### 共濟會時代
小说家温斯顿·格雷厄姆（Winston Graham）提到英国康瓦尔（Cornwell）地区的人有用槲寄生做十字架念珠的习俗，但也有人谴责说这不过是一种寄生植物。
槲寄生是圣诞节的常见装饰，但此一习俗在18世纪前鲜少被提及。根据习俗，槲寄生在被收割到被取下的期间之内都不可落地；它可能一整年都不会取下，作为防火或避雷之用，一直到隔年圣诞夜才将其换下；英国人相信“没有槲寄生就没有幸运”。其在英语世界中广泛传播，但欧洲的其余地区却对此一无所知。

一般相信，今天西方在槲寄生下接吻的普遍习俗来自于基督教早期的扩张和对其他宗教及民俗的吸收，但具体来源说法多样，可能有与古罗马农神节相关的传统，可能与凯尔特人的习俗有关，也可能与斯堪地纳维亚神话的改编版本有关。不过直到16世纪的英格兰才有相关的记录，而在当时这却已经是一个相当普遍的习俗。而它为众人所知的时刻则也是在18世纪，1808年其曾经被试图推广，据信维多利亚时代的服务阶层（serving class）是使这种习俗长存的动力。而最出名的描述当属美国作家华盛顿•欧文（Washington Irving）1820年的著作《英伦见闻录》（The Sketch Book of Geoffrey Crayon, Gent），其中写道：
槲寄生仍然在圣诞节被挂在民家与厨房的屋顶上，年轻男子有特权在其下亲吻女子，每次亲吻便从树丛中拔下一颗浆果。浆果拔尽，特权就终止。
这一习俗在流行文化中也常常出现，例如电视剧集《老友记》与小说《哈利·波特》。

### 《金枝》
人类学家詹姆斯·弗雷澤的巨著《金枝》（The Golden Bough）通过一则与槲寄生有关的故事旁征博引地探讨关于巫术、宗教与科学之间的关系。本书书名就来自《阿涅阿斯纪》的故事。
故事叙述罗马附近的内米河畔有一座森林女神狄安娜的神庙，神庙前的森林生长着一颗“金枝”。神庙有一个传统，即历代的祭司都具有“森林之王”的身份，而任何一个人只要能从金枝上取下一根枝条，并一对一格斗刺杀现任祭司，就能够成为新的祭司。弗雷泽试图揭示这一故事背后的逻辑。
首先，弗雷泽试图说明森林之王身份与祭司身份统一之意义。弗雷泽指出在古意大利和古希腊，王位与祭司身份的统一是普遍的，并使得国王的职责具备宗教的内容。而这一统合的背景则是源自原始巫术观念的“人神”思想，并试图通过对人类历史的考察论证这种思想具备某种必然性。而森林之王身份是古代雅利安人橡树树神崇拜拟人化的产物，是树神的服侍者，同时也是树神的体现，其与橡树女神的联姻是保证丰收与繁育的必要条件。
其次，弗雷泽试图说明为何必须要杀死祭司。弗雷泽认为这来自于古代人对死亡和死亡原因的误解，以及与之相伴的，为了保护“神人”而产生的禁忌思想。但是“神人”仍然是人，终有一死，避免神人死亡的灾难来临的最好办法就是杀死衰弱的神人，使其灵魂转移到新的后继者身上。因此，森林之王只要不在这种刺杀行动中落败，就证明其还有足够强力的精力；一旦其落败，就意味着他神灵生命已经是时候转移给更强盛的后继者身上了。
而最后一个问题就在于为什么必须折一根金枝——弗雷泽认为这就是槲寄生的枝条，因为其久置会变为金黄色。弗雷泽通过对北欧神话进行的分析，以及欧洲篝火节的习俗推断，光明神巴德尔就是不折不扣的橡树精的化身；槲寄生则是橡树生命的中心，只要槲寄生不离开橡树，不受到损害，橡树也就永远不会受到伤害，且永生不死；弗雷泽认为，神物的生命部分地寄托在自身之外，是古代人的共同信念。而槲寄生长青的特点更被古代人看成是树的灵魂转移所造成的。那么，森林之王的灵魂与命运和这个神话一般，也是托付给槲寄生。手握金枝，说明已经掌握到对手的命运，也获得了战胜旧祭司后，灵魂转移的资格。
弗雷泽通过对这个故事的考察过程最终试图证明的是，人类的历史有从巫术到宗教再到科学的必然演进历程。虽然饱受批评与反驳，这本书对当时刚刚兴起的人类学之影响和贡献是不能否认的。例如，布罗尼斯拉夫·马林诺夫斯基正是受其影响而转投人类学之中。 它对当时的文学也有一定的影响。哲学家路德维希·维特根斯坦对这著作抱持强烈的批判态度，在对《金枝》的书评中，维特根斯坦试图讨论作为“一种巫术”的形而上学，并且表达了对弗雷泽所谓的原始思想与实践的同情；这一部分工作同时是最终成为《哲学研究》内容的那些哲学思索中较早期的一篇。

## 图片

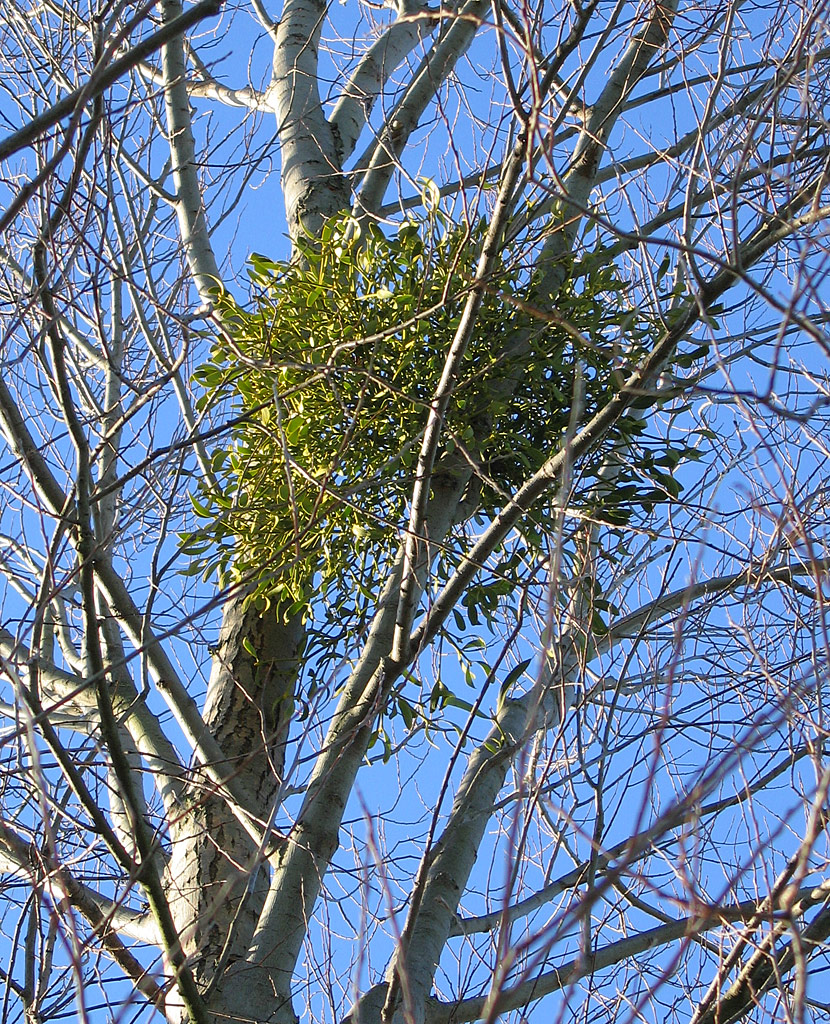
生長在白楊樹上的槲寄生
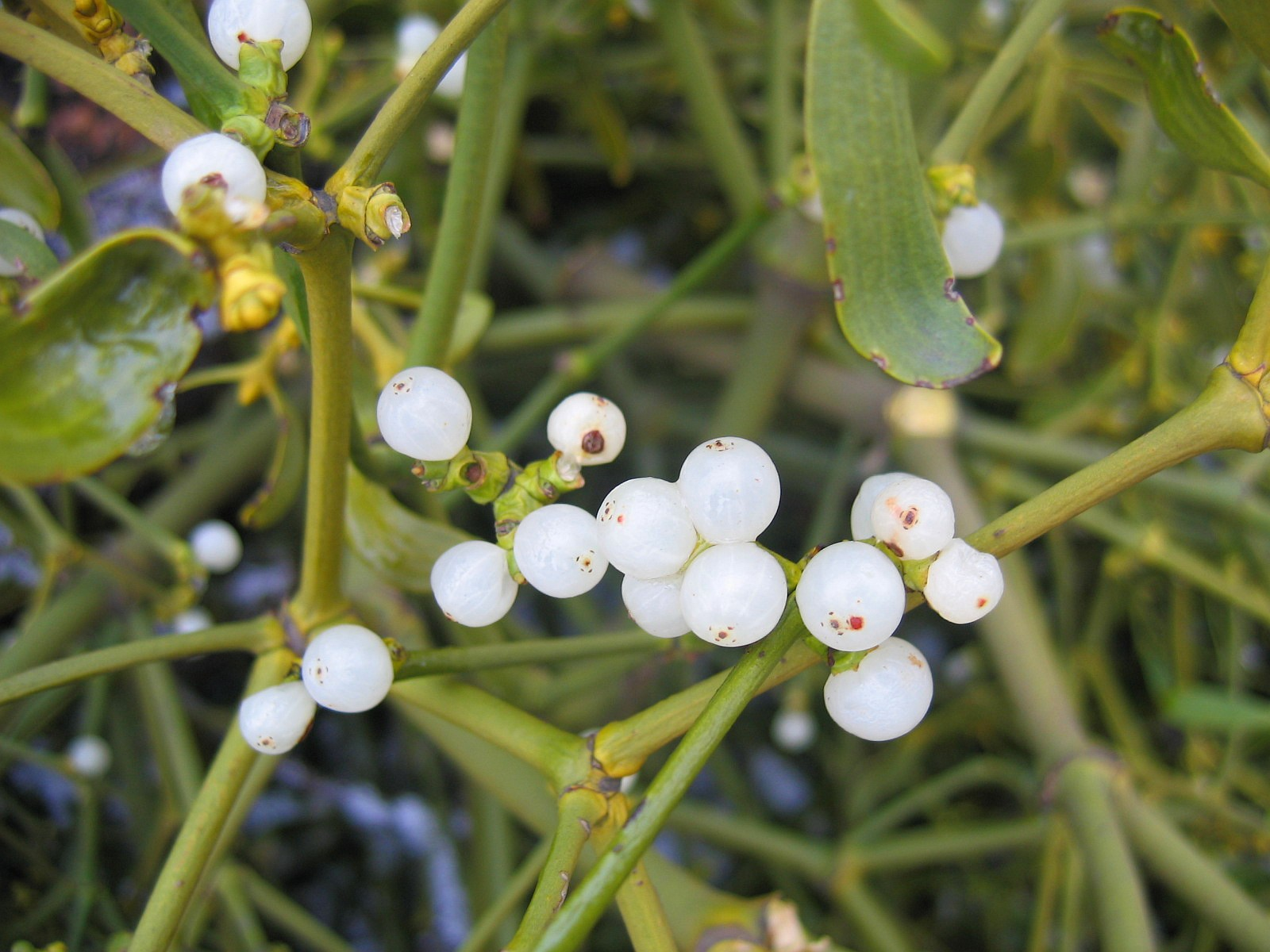
subsp. album的果實
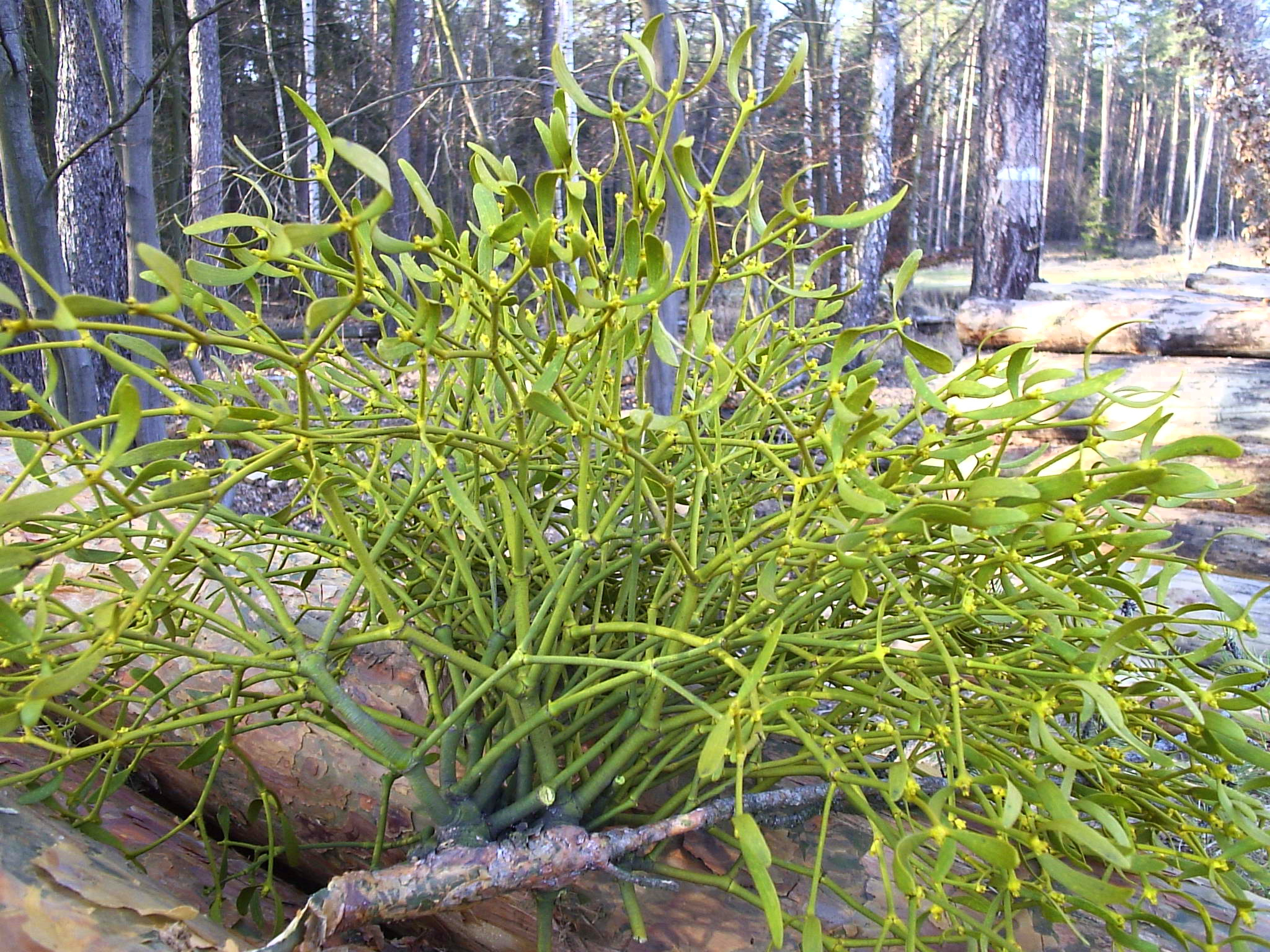
生長在長白松上的subsp. austriacum
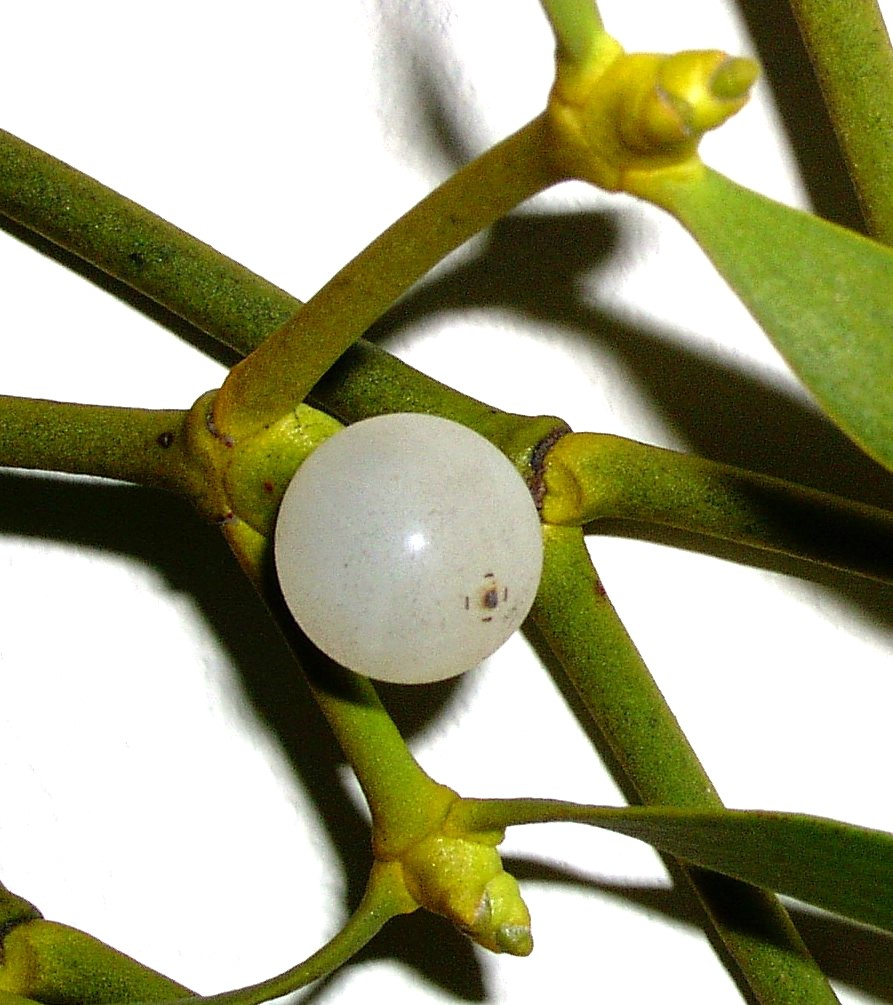
漿果

## 外部連結
- 槲寄生 Hujisheng （页面存档备份，存于） 藥用植物圖像數據庫 (香港浸會大學中醫藥學院) （中文）（英文）
- 槲寄生 中藥材圖像數據庫  (香港浸會大學中醫藥學院) （中文）（英文）
- 槲寄生 Hu Ji Sheng （页面存档备份，存于） 中藥標本數據庫 (香港浸會大學中醫藥學院) （繁體中文）（英文）